# ويليام جي. ميسيل
ويليام جي. ميسيل (بالإنجليزية: William G. Angel)‏ هو محامي وقاضي وسياسي أمريكي، ولد في 17 يوليو 1790 بنيو شورهام في الولايات المتحدة، وتوفي في 13 أكتوبر 1858 بنيويورك في الولايات المتحدة. حزبياً، نشط في الحزب الديمقراطي. وقد انتخب عضو مجلس النواب الأمريكي.